# Hildebrandtiella phleoides
Hildebrandtiella phleoides là một loài Rêu trong họ Pterobryaceae. Loài này được (Desv. ex Brid.) B.H. Allen & Magill mô tả khoa học đầu tiên năm 2007.